# Rezerwat przyrody Obory
Rezerwat przyrody Obory – leśny rezerwat przyrody położony w południowej części gminy Konstancin-Jeziorna, kilkaset metrów na zachód od drogi nr 724 z Konstancina do Góry Kalwarii. Wchodzi w skład Chojnowskiego Parku Krajobrazowego. Utworzony w 1979 roku. Obecnie zajmuje powierzchnię 44,38 ha (akt powołujący podawał 41,25 ha).
Celem ochrony jest zachowanie fragmentu lasu mieszanego o charakterze naturalnym, z bogatym runem.
Ochronie poddano zróżnicowane zespoły leśne: bory mieszane dębowo-sosnowe, zespoły przejściowe pomiędzy borami a grądami (wysokimi i niskimi) i zespoły przejściowe pomiędzy borem mieszanym a świetlistą dąbrową. Drzewostany są zróżnicowane wiekowo – najmłodsze liczą 65, a najstarsze około 150 lat. W podszycie występują: grab, leszczyna, dąb, kruszyna, lipa, dereń i bez czarny. W runie leśnym rosną gatunki chronione, m.in. lilia złotogłów, podkolan biały i wawrzynek wilczełyko.